# 1010-es évek
Évszázadok: 10. század · 11. század · 12. század
Évtizedek: 960-as évek · 970-es évek · 980-as évek · 990-es évek · 1000-es évek · 1010-es évek · 1020-as évek · 1030-as évek · 1040-es évek · 1050-es évek · 1060-as évek
Évek: 1010 · 1011 · 1012 · 1013 · 1014 · 1015 · 1016 · 1017 · 1018 · 1019

## Események és irányzatok
- 1000–1035 III. Sancho navarrai király elfoglalja Kasztíliát. Fiai közt felosztja a királyságát, létrejön a navarrai, kasztíliai és aragóniai királyság.
- 1004–1018 II. Henrik háborúja I. Boleszláv lengyel király ellen.
- 1014 Bizánc megsemmisíti az önálló bolgár államot
- 1015 Az olasz városok első önálló hadi vállalkozása az arabok ellen: a pisai és genovai flotta elűzi Szardíniából az arabokat
- 1016–1035 Nagy Knut dán király elfoglalja Angliát, Norvégiát és Skóciát
- 1018
  - Bizánc beolvasztja Bulgáriát a birodalomba
  - A lengyelek elfoglalják Kijevet
- 1019–1054 Bölcs Jaroszláv ismét egyesíti Kijevet és Novgorodot

## A világ vezetői
- I. István magyar király (Magyar Királyság) (1000–1038† )